# Nowhere in Africa
Nowhere in Africa (Nirgendwo in Afrika) è un film del 2001 di Caroline Link che ha vinto l'Oscar al miglior film straniero nel 2003.

## Trama
La storia è tratta dal romanzo autobiografico omonimo di Stefanie Zweig e narra di una famiglia ebrea tedesca che lascia la Germania nel 1937, prima dello scoppio della seconda guerra mondiale.
Lui, Walter Redlich, avvocato, non può più esercitare e parte per il Kenya dove lo raggiungono la moglie Jettel e la figlia Regina, ancora piccola.
Seguono numerose vicende che delineano il diverso modo dei tre di adattarsi alla nuova vita e anche l'evolversi dei loro rapporti con la popolazione indigena locale, in particolare con il cuoco Owuor. Colpisce, tra l'altro, l'atteggiamento sprezzante che inizialmente Jettel ha verso gli indigeni, paragonato in una scena da Walter a quello dei nazisti.
Le truppe inglesi di stanza a Nairobi giocano un ruolo nell'evolversi della storia. I componenti della numerosa comunità ebreo-tedesca, inizialmente trattati come "nemici" in quanto tedeschi, sono in seguito riconosciuti come perseguitati in quanto ebrei. Walter si arruola nell'esercito britannico, Regina frequenta la scuola inglese, mentre Jettel continua a portare avanti la fattoria di un inglese.
Il film cerca di esplorare anche i difficili rapporti tra moglie e marito, divisi tra la preoccupazione per i parenti in Germania e le difficoltà della vita di tutti i giorni. Al termine della guerra la coppia, dopo essersi quasi irreparabilmente allontanata, si ritrova, ancora innamorata. Walter, che è rimasto un idealista, alla fine convincerà le due donne, ora entrambe riluttanti a lasciare il Kenya, a ritornare nella nuova Germania, dove farà il giudice e cercherà di costruire un paese migliore.

## Riconoscimenti
- Premi Oscar 2003
  - Oscar al miglior film straniero